# جيمس جاي كاري
جيمس جاي كاري (بالإنجليزية: James J. Carey)‏ هو ضابط أمريكي، ولد في 1939.